# Park Chul (calciatore)
Park Chul ((박철?, 朴徹?); 20 agosto 1973) è un ex calciatore sudcoreano, di ruolo difensore.